# Sally Hemings
Sally Hemings var slave ejet af den tredje amerikanske præsident, Thomas Jefferson.

## Historie
Sally Hemings blev født ca. 1773 og døde 1835. Hun var datter af Jeffersons svigerfar, John Wayles, og en sort slave Elizabeth "Betty" Hemings. Da Wayles døde, arvede Jefferson hans slaver, heriblandt Sally Hemings. I 1776 kom Sally og hendes mor til Jeffersons gods/plantage, Monticello. Formentlig arbejdede hun som stuepige i de første år for Jeffersons datter, da det var kutyme, at unge slavepiger hjalp til med pasningen af ejerens børn. Kun 14 år gammel blev hun beskrevet af den kommende præsident John Adams' hustru Abigail (der var en af de første abolitionister) som netop barnepige – selv ganske ung og uerfaren.

## Hemings affære med Jefferson
Sally Hemings er bedst kendt for sin formodede affære med Jefferson, der angiveligt bragte parret seks børn. Dette rygte blev allerede fremsat i Jeffersons levetid, et rygte han hverken afkræftede eller bekræftede. Rygtets troværdighed beror primært på, at det på den tid ikke var unormalt at bruge sin slaver som konkubiner, og at Jeffersons kone døde i en ung alder, samt at Jeffersons svigerfar, havde gjort det samme med Sally Hemings mor. Efterkommerne af Sally Hemings var ikke i tvivl om, hvem deres "stamfar" var. I 1900-tallet kom det til en bitter konfrontation mellem efterkommere af Thomas Jeffersons "hvide" og "afroamerikanske" børn.
1. ↑  Navnet er anført på engelsk og stammer fra Wikidata hvor navnet endnu ikke findes på dansk.